# أبو سلمة بن عبد الأسد
أَبُو سَلَمَة عَبْدُ اللهِ بْنُ عَبْدِ الأَسَدِ المَخْزُومِي القُرَشِي (المتوفى في جمادى الآخرة 4 هـ) صحابي بدري من السابقين إلى الإسلام، وابن برة بنت عبد المطلب عمة النبي محمد صلى الله عليه وسلم، وأخو النبي ﷺ من الرضاعة.

## سيرته
كان عبد الله بن عبد الأسد بن هلال بن عبد الله بن عمر بن مخزوم القرشي من السابقين إلى الإسلام، حيث أسلم مع عبيدة بن الحارث والأرقم بن أبي الأرقم وعثمان بن مظعون قبل أن يدخل النبي محمد دار الأرقم، وقيل أن أبا سلمة أسلم بعد عشرة أنْفُس. وأبو سلمة هو ابن برة بنت عبد المطلب عمة النبي محمد، وهو أخو النبي محمد من الرضاعة.
هاجر أبو سلمة مع زوجته أم سلمة هند بنت أبي أمية المخزومية إلى الحبشة الهجرة الأولى، وعاد منها مع عثمان بن مظعون بعدما بلغه إسلام قريش، فأجاره خاله أبو طالب بن عبد المطلب، وعاد فهاجر الهجرة الثانية إلى الحبشة، ثم عاد وهاجر إلى يثرب، وكانوا من أوائل من هاجر من المسلمين إليها. ولما هاجر النبي محمد إليها، صحبه أبو سلمة، وآخى بينه وبين سعد بن خيثمة. شهد أبو سلمة غزوة بدر مع النبي محمد، كما شهد غزوة أحد في شوال سنة 3 هـ التي أصيب فيها بجرح غائر في عضده، أقام يداويه شهرًا بعد العودة إلى المدينة المنورة، ثم أرسل له النبي محمد، وعقد له لواءً جمع فيه سرية من 150 رجل من المهاجرين والأنصار للإغارة على بني أسد، ثم رجع إلى المدينة، فانتقض عليه جرحه، وتوفي من أثر الجرح في جمادى الآخرة سنة 4 هـ. ولأبي سلمة من الولد سَلَمَة وعمر وزينب ودرة من زوجته أم سلمة.
ولأبي سلمة رواية عن النبي محمد روتها عنه زوجته أم سلمة، وأوردها الترمذي والنسائي ومحمد بن ماجه في كتبهم.